# 수성알파시티 동화아이위시
수성알파시티 동화아이위시는 2019년 2월에 완공한 대구광역시 수성구 고산2동에 있는 29층의 고층 아파트이다. 근처에는 수성의료지구와 수성IC가 있다.

## 특징
수성구 대흥·삼덕동 일원 약 122만㎡ 면적에 총 사업비 6천300여억원이 투입되는 대구경북경제자유구역 수성의료지구로 의료·IT·SW 등 산업기능과 문화, 상업, 주거 등 다양한 도시기능이 어우러진 첨단복합 명품단지로 거듭나고있
다고산역, 달구벌대로, 수성IC 등 뛰어난 교통여건 및 주변의 대구스타디움, 대구미술관, 대구육상진흥센터, 삼성라이온즈파크, 홈플러스 등 다양한 편익시설이 갖춰져 있어 주거가치가 높을 뿐 아니라 지구 내 공원녹지시설 충분히 마련되어있다. 

체육공원과 매호천변의 수환경 이용을 위한 수변공원 2개소, 공동주택지 인근 근린공원 1개소 등 총 4개소의 공원을 설치할 예정이며 완충녹지와 매호천변으로 조성되는 경관녹지로 하천 활용을 통한 공원·녹지 네트워크를 형성
수성알파시티 내 ‘동화아이위시’의 전용면적은 59㎡, 84㎡ 등 총 698세대 대단지 규모이며  특화설계를 접목해 차별화했다. 용적률과 건폐율을 낮춘 파크형 설계를 비롯해, 평면 구성에서도 일반평면 외에 고급타운하우스 개념을 접목한 N-House에 복층형 평면을 선보여 평면 구성을 다양화하기도 했다. 
동화아이위시’는 시지지역 최고 층수인 29층 높이이, 전용면적 84㎡에서 보기 힘든 5BAY(84㎡A) 구조를 선보여 입주민의 삶의 질을 한층 높일였 5BAY는 일조량 및 통풍이 우수해 난방비 절감에 도움되며 동일 면적 대비 서비스 면적이 극대화돼 수납공간이 풍부해진다는 장점이 있다.
엘리베이터는 고속 현대엘리베이터를 사용하며 스마트형 가로등을 사용한다. 그리고 1층에는 놀이터 2개와 수경시설이 있다.

최근(2019년 7월) 제23회 살기 좋은 아파트 선발대회’에서 최우수상인 국토교통부 장관상을 받았다.
이 대회는 주택의 품질향상을 유도하고, 살기 좋은 아파트에 대한 표준을 제시하고자 매경미디어그룹과 국토교통부, 주택관련협회 등이 공동 주최하는 행사로, 주택건설과 관련해 국내에서 유일하게 정부포상이 이뤄지는 대회다. 아파트의 주변 문화환경 및 여건, 주거공간으로서의 효율성, 입주자의 반응도 및 실용성 측정, 건축구조의 안정성, 응모작품의 성실도 및 편집도 등 하드웨어와 소프트웨어적인 요소를 종합적으로 평가한다. 평가는 1차 서류검사를 거쳐 전문심사위원이 현장을 직접 방문해 심사하는 2차 현장심사를 거쳐 수상작을 결정하는 방식으로 진행된다.
이번 대회에서 최우수상 격인 국토교통부 장관상을 받은 동화건설의 ‘수성알파시티 동화 아이위시’는 스마트시티로 거듭나는 수성알파시티 내 수성구 알파시티2로 48에 자리하는 최고 29층 높이의 698가구 단지로 구성돼 있다.
출처 : 경북매일(http://www.kbmaeil.com)

## 건물
- 101동 층: 29층, 26층, 24층
- 102동 층: 29층, 23층
- 103동 층: 27층, 24층
- 105동 층: 29층, 22층
- 106동 층: 29층, 28층
- 107동 층: 27~29층

## 같이 보기
- 대구 두산위브더제니스
- 수성 SK 리더스 뷰
- 대구광역시의 마천루 목록